# Fred Agabashian
Levon Frederick Agabashian, detto Fred (Modesto, 21 agosto 1913 – Alamo, 13 ottobre 1989), è stato un pilota automobilistico statunitense, detto "Freddie".
Tra il 1950 e il 1960 la 500 Miglia faceva parte del Campionato Mondiale: per questo motivo Agabashian ha all'attivo anche 8 Gran Premi ed una pole position in Formula 1.
Dopo il ritiro Agabashian fece il commentatore per 500 Radio Network. Muore nel 1989 ed il suo corpo venne cremato.

## Risultati in Formula 1
| 1950 | Scuderia                     | Vettura       |  |  |     |  |  |  |  |  |  |  |  | Punti | Pos. |
| ---- | ---------------------------- | ------------- |  |  | --- |  |  |  |  |  |  |  |  | ----- | ---- |
| 1950 | Wynn's Friction/Kurtis Kraft | Maserati 8CTF |  |  | Rit |  |  |  |  |  |  |  |  | 0     |      |

| 1951 | Scuderia                   | Vettura           |  |     |  |  |  |  |  |  |  |  |  | Punti | Pos. |
| ---- | -------------------------- | ----------------- |  | --- |  |  |  |  |  |  |  |  |  | ----- | ---- |
| 1951 | Granatelli-Bardahl/Grancor | Kurtis Kraft 3000 |  | Rit |  |  |  |  |  |  |  |  |  | 0     |      |

| 1952 | Scuderia       | Vettura      |  |     |  |  |  |  |  |  |  |  |  | Punti | Pos. |
| ---- | -------------- | ------------ |  | --- |  |  |  |  |  |  |  |  |  | ----- | ---- |
| 1952 | Cummins Diesel | Kurtis Kraft |  | Rit |  |  |  |  |  |  |  |  |  | 0     |      |

| 1953 | Scuderia                 | Vettura           |  |   |  |  |  |  |  |  |  |  |  | Punti | Pos. |
| ---- | ------------------------ | ----------------- |  | - |  |  |  |  |  |  |  |  |  | ----- | ---- |
| 1953 | Grancor-Elgin Piston Pin | Kurtis Kraft 500B |  | 4 |  |  |  |  |  |  |  |  |  | 1,5   | 18º  |

| 1954 | Scuderia         | Vettura           |  |   |  |  |  |  |  |  |  |  |  | Punti | Pos. |
| ---- | ---------------- | ----------------- |  | - |  |  |  |  |  |  |  |  |  | ----- | ---- |
| 1954 | Merz Engineering | Kurtis Kraft 500C |  | 6 |  |  |  |  |  |  |  |  |  | 0     |      |

| 1955 | Scuderia            | Vettura           |  |  |     |  |  |  |  |  |  |  |  | Punti | Pos. |
| ---- | ------------------- | ----------------- |  |  | --- |  |  |  |  |  |  |  |  | ----- | ---- |
| 1955 | Federal Engineering | Kurtis Kraft 500C |  |  | Rit |  |  |  |  |  |  |  |  | 0     |      |

| 1956 | Scuderia            | Vettura           |  |  |    |  |  |  |  |  |  |  |  | Punti | Pos. |
| ---- | ------------------- | ----------------- |  |  | -- |  |  |  |  |  |  |  |  | ----- | ---- |
| 1956 | Federal Engineering | Kurtis Kraft 500C |  |  | 12 |  |  |  |  |  |  |  |  | 0     |      |

| 1957 | Scuderia                        | Vettura           |  |  |     |  |  |  |  |  |  |  |  | Punti | Pos. |
| ---- | ------------------------------- | ----------------- |  |  | --- |  |  |  |  |  |  |  |  | ----- | ---- |
| 1957 | Bowes Seal Fast/George Bignotti | Kurtis Kraft 500G |  |  | Rit |  |  |  |  |  |  |  |  | 0     |      |

| 1958 | Scuderia        | Vettura           |  |  |  |    |  |  |  |  |  |  |  | Punti | Pos. |
| ---- | --------------- | ----------------- |  |  |  | -- |  |  |  |  |  |  |  | ----- | ---- |
| 1958 | City of Memphis | Kurtis Kraft 500G |  |  |  | NQ |  |  |  |  |  |  |  | 0     |      |

| Legenda | 1º posto     | 2º posto | 3º posto    | A punti         | Senza punti/Non class.  | Grassetto – Pole position Corsivo – Giro più veloce |
| Legenda | Squalificato | Ritirato | Non partito | Non qualificato | Solo prove/Terzo pilota | Grassetto – Pole position Corsivo – Giro più veloce |